# Castello-di-Rostino
 Castello-di-Rostino  là một xã ở tỉnh Haute-Corse trên đảo Corse, Pháp. Xã này có diện tích 12,4 km², dân số năm 1999 là 277 người. Khu vực này có độ cao từ 134-1200 mét trên mực nước biển.